# Small World Underground
SmallWorld Underground est une extension au jeu de société Small World créé par Philippe Keyaerts en 2011, illustré par Miguel Coimbra et édité par Days of Wonder.
Ce jeu de stratégie permet de jouer 15 Peuples habitants dans les sous sols de SmallWorld (nain de fer, gnomes, liches, etc). Comme dans le jeu de base chaque peuple possède une caractéristique qui lui est propre et qui est associée à un des 21 pouvoirs spéciaux (coriaces, vampires, fugaces, martyrs...).
Cette extension permet de jouer sans le jeu de base de 2 à 5 joueurs. Un goodies appelé Tunnels présent dans l'extension Realms permet des combinaisons de plateaux pour jouer sur SmallWorld et sur Underground de 2 à 6 joueurs. 
La principale nouveauté de cette extension, outre le fait qu'elle puisse se jouer sans le jeu de base, est la disparition des peuples oubliés et l'apparition de monstres gardiens de reliques (6 en tout) et de lieux légendaires (9 en tout). Certaines zones sont gardées par des monstres qui protègent une tuile aléatoire de reliques rustiques ou de lieux légendaires conférant des bonus diverses à celui qui les contrôle. Une autre nouveauté est l'apparition d'une rivière coupant chaque plateau en deux parties. 

## Peuples d'Underground
- Arachnées
- Champigneux
- Cultistes
- Elfes noirs
- Feux follets
- Flammes
- Gnomes
- Liches
- Gekkos
- Golems
- Mimics
- Momies
- Nains de fer
- Ogres
- Poulpeuses

## Pouvoirs spéciaux
- Coriaces
- De boue
- De cristal
- Des mines
- Des montagnes
- D'outre-tombe
- Et leur musette
- Fugaces
- Grégaires
- Immortels
- Kleptomanes
- Martyrs
- Pêcheurs
- Peureux
- Querelleurs
- Réincarnés
- Royaux
- Sages
- Touristes
- Vampires
- Vengeurs

## Reliques rustiques
- Anneau runique
- Chaussette de l'architrollesse
- Epée vorpale
- Orbe scintillante
- Paillasson volant
- Sceptre d'avarice

## Lieux légendaires
- Autel des âmes
- Crypte de la callipyge
- Dahlias de diamant
- Donjon du danger
- Fontaine de fertilité
- Mine du nain perdu
- Pentacle pernicieux
- Portes du pouvoir
- Tuyau tortueux